# 440 v. Chr.
Portal Geschichte | Portal Biografien | Aktuelle Ereignisse | Jahreskalender | Tagesartikel

◄ |
6. Jahrhundert v. Chr. |
5. Jahrhundert v. Chr. |
4. Jahrhundert v. Chr. |
►

◄ | 460er v. Chr. | 450er v. Chr. | 440er v. Chr. | 430er v. Chr. |
420er v. Chr. |
►

◄◄ | ◄ | 443 v. Chr. | 442 v. Chr. | 441 v. Chr. | 440 v. Chr. |
439 v. Chr. |
438 v. Chr. |
437 v. Chr. |
► |
►►

## Ereignisse
- In Samos bricht ein Aufstand gegen die Herrschaft Athens aus, der von Perikles niedergeschlagen wird.
- In Rom kommt es zu einer Hungersnot, der nach der Überlieferung der reiche Plebejer Spurius Maelius entgegenwirkt, indem er billig Getreide ausgibt.

- um 440 v. Chr.: Durch einen Aufstand wird die Monarchie in Kyrene gestürzt. König Arkesilaos IV. und sein Sohn Battos müssen nach Euhesperides fliehen. Während der Planung zu einem Feldzug zur Wiederherstellung seiner Herrschaft wird er gemeinsam mit seinem Sohn ermordet. Damit endet die Dynastie der Battiaden.

## Geboren
- um 440 v. Chr.: Andokides, attischer Redner

## Gestorben
- Arkesilaos IV., König von Kyrene
- Duketios, Führer der Sikeler auf Sizilien